# Dlouhý pochod 6
Dlouhý pochod 6 (čínsky: 长征 六号 运载火箭) nebo Changzheng 6, zkráceně LM-6 nebo CZ-6, je čínská třístupňová nosná raketa na kapalné pohonné látky. Raketa poprvé odstartovala v roce 2015. Je schopna vynést zhruba 1 000 kilogramů užitečného zatížení na heliosynchronní oběžnou dráhu.
Název rakety se odvolává na tzv. Dlouhý pochod, ústupovou akci Rudé armády Komunistické strany Číny v letech 1934–1935.

## Přehled startů
| Let číslo | Datum a čas (UTC)        | Startovací rampa  | Náklad | Oběžná dráha | Výsledek |
| --------- | ------------------------ | ----------------- | --- | ------------ | -------- |
| 1         | 19. září 2015 23:01      | Tchaj-jüan, LA-16 | ZDPS-2A, ZDPS-2B NS-2 ZJ-1, ZJ-2 Tiantuo 3 NUDT-Phone-Sat Xingchen 1, Xingchen 2, Xingchen 3, Xingchen 4 LilacSat 2 XY-2 DCBB Xiwang-2A, Xiwang-2B, Xiwang-2C, Xiwang-2D, Xiwang-2E, Xiwang-2F  | SSO          | Úspěch   |
| 2         | 21. listopadu 2017 04:50 | Tchaj-jüan, LA-16 | Jilin 1-04 Jilin 1-05 Jilin 1-06 | SSO          | Úspěch   |
| 3         | 13. listopadu 2019 06:35 | Tchaj-jüan, LA-16 | Ningxia-1 01 Ningxia-1 02 Ningxia-1 03 Ningxia-1 04 Ningxia-1 05 | LEO          | Úspěch   |
| 4         | 6. listopadu 2020 03:19  | Tchaj-jüan, LA-16 | ÑuSat-9 “Alice” ÑuSat-10 “Caroline” ÑuSat-11 “Cora” ÑuSat-12 “Dorothy” ÑuSat-13 “Emmy” ÑuSat-14 “Hedy” ÑuSat-15 “Katherine” ÑuSat-16 “Lise” ÑuSat-17 “Mary” ÑuSat-18 “Vera” BY-3 TY-5 Beihang 1 | SSO          | Úspěch   |
| 5         | 27. dubna 2021 03:20     | Tchaj-jüan, LA-16 | Qilu-1 Qilu-4 Foshan-1 Zhongan Guotong-1 Tianqi-9 Origin Space NEO-1 Tai King II 01 Golden Bauhinia-1 01 Golden Bauhinia-1 02                                                                   | SSO          | Úspěch   |